# Dominique Janssen
Dominique Janssen (Horst, 17 januari 1995) is een Nederlands voetbalster. Ze verruilde in 2024 VfL Wolfsburg voor Manchester United. In 2014 maakte ze haar debuut in het Nederlands voetbalelftal.
Tussen 2018 en 2020 voerde Janssen de achternaam van haar toenmalige echtgenoot, Bloodworth, en speelde ze met die naam op haar shirt voor haar club en het Nederlands elftal (o.a. tijdens het WK 2019). Sinds juli 2020 speelt ze weer met haar eigen naam.

## Clubcarrière
Janssen maakte in het seizoen 2013/14 haar debuut op het hoogste niveau bij SG Essen-Schönebeck, actief in de Duitse Bundesliga. Zowel in haar eerste als tweede seizoen speelde ze 21 competitiewedstrijden voor de club. In juli 2015 tekende ze een contract bij Arsenal WFC, dat speelt in de Super League. Arsenal trok tegelijkertijd de Nederlandse doelvrouw Sari van Veenendaal aan; later in het jaar tekende ook Daniëlle van de Donk een contract bij de club. In haar eerste seizoen verkreeg Janssen direct een plaats in het basiselftal. Met Arsenal won ze in mei 2016 de FA Cup. In mei 2019 sloot ze een contract met VfL Wolfsburg om daar te gaan spelen vanaf de zomer 2019. In 2024 keerde Janssen terug in Engeland om voor Manchester United WFC te gaan spelen.

## Interlandcarrière
In een wedstrijd om de Cyprus Cup op 5 maart 2014 tegen Australië maakte Janssen haar debuut in het Nederlands elftal. Na ruim een uur spelen verving ze Stefanie van der Gragt; de eindstand was toen al bepaald op 2–2. Janssen behoorde tot de selectie voor het wereldkampioenschap voetbal 2015 in Canada, en speelde mee in één wedstrijd, tegen gastland Canada (1–1). Bondscoach Sarina Wiegman nam Janssen in juni 2017 op in de selectie voor het Europees kampioenschap in eigen land. Tijdens het wereldkampioenschap voetbal 2019, in de tweede wedstrijd van de poulefase tegen Kameroen, scoorde Bloodworth-Janssen haar eerste interlanddoelpunt. Nederland won de wedstrijd in Valenciennes met 3-1.

## Persoonlijk
Janssen was tussen 2018 en 2020 getrouwd met de Amerikaan Brandon Bloodworth die ze in 2016 leerde kennen.
| Interlandgoals | Interlandgoals   | Interlandgoals                            | Interlandgoals | Interlandgoals | Interlandgoals | Interlandgoals  |
| -------------- | ---------------- | ----------------------------------------- | -------------- | -------------- | -------------- | --------------- |
|                |                  |                                           |                |                |                |                 |
| Goal           | Datum            | Locatie                                   | Tegenstander   | Score          | Uitslag        | Competitie      |
| 1              | 15 juni 2019     | Stade du Hainaut, Valenciennes, Frankrijk | Kameroen       | 2–1            | 3–1            | WK 2019         |
| 2              | 30 augustus 2019 | A. Le Coq Arena, Talinn, Estland          | Estland        | 6-0            | 7-0            | EK-kwalificatie |
| 3              | 24 juli 2021     | Miyagistadion, Rifu, Japan                | Brazilië       | 3-3            | 3-3            | OS 2020         |

## Erelijst
| Women's FA Cup        | 1x | 2015/16       |
| FA Women's League Cup | 2x | 2015, 2017/18 |
| FA WSL                | 1x | 2018/19       |

| Competitie                      | Winnaar            | Winnaar            | Runner-up          | Runner-up          | Derde              | Derde              |
| Competitie                      | Aantal             | Jaren              | Aantal             | Jaren              | Aantal             | Jaren              |
| Nederland onder 19              | Nederland onder 19 | Nederland onder 19 | Nederland onder 19 | Nederland onder 19 | Nederland onder 19 | Nederland onder 19 |
| ------------------------------- | ------------------ | ------------------ | ------------------ | ------------------ | ------------------ | ------------------ |
| Europees kampioenschap onder 19 | 1x                 | 2014               |                    |                    |                    |                    |
| Nederland                       |                    |                    |                    |                    |                    |                    |
| Europees kampioenschap          | 1x                 | 2017               |                    |                    |                    |                    |
| Algarve Cup                     | 1x                 | 2018               |                    |                    |                    |                    |
| Wereldkampioenschap             |                    |                    | 1x                 | 2019               |                    |                    |